# Требон
Требо́н (фр. Trébons, окс. Trebons) — коммуна во Франции, находится в регионе Юг — Пиренеи. Департамент — Верхние Пиренеи. Входит в состав кантона Баньер-де-Бигор. Округ коммуны — Баньер-де-Бигор.
Код INSEE коммуны — 65451.

## География
Коммуна расположена приблизительно в 670 км к югу от Парижа, в 125 км юго-западнее Тулузы, в 15 км к югу от Тарба.
По территории коммуны протекают реки Адур, Усуэт и Ану (фр. Anou).

## Климат
Климат умеренно-океанический с солнечной тёплой погодой и обильными осадками на протяжении практически всего года.

## Население
Население коммуны на 2010 год составляло 698 человек.
| 1962 | 1968 | 1975 | 1982 | 1990 | 1999 | 2010 |
| ---- | ---- | ---- | ---- | ---- | ---- | ---- |
| 711  | 709  | 651  | 721  | 735  | 684  | 698  |

## Администрация
| Период | Период | Фамилия    | Партия       | Примечания |
| ------ | ------ | ---------- | ------------ | ---------- |
| 2001   | 2011   | Анри Дюбоэ | Разные левые |            |
| 2011   | 2020   | Ив Пюжо    | Разные левые |            |

## Экономика
В 2010 году среди 430 человек трудоспособного возраста (15—64 лет) 305 были экономически активными, 125 — неактивными (показатель активности — 70,9 %, в 1999 году было 67,6 %). Из 305 активных жителей работали 282 человека (143 мужчины и 139 женщин), безработных было 23 (10 мужчин и 13 женщин). Среди 125 неактивных 35 человек были учениками или студентами, 66 — пенсионерами, 24 были неактивными по другим причинам.

## Достопримечательности
- Церковь Св. Петра
- Часовня Нотр-Дам